# Mercenarios sin gloria
Mercenarios sin gloria (Play Dirty) es el título dado en España a la película de 1968 dirigida por André De Toth e inspirada en las hazañas del Long Range Desert Group (LRDG), la célebre unidad militar británica que actuó en el desierto del Sáhara durante la Segunda Guerra Mundial. El guion es de Melvyn Bragg y Lotte Colin y la protagonizan Michael Caine, Nigel Green y Harry Andrews.

## Argumento
Estamos en la Segunda Guerra Mundial y el capitán Douglas (Michael Caine) es un empleado de BP adjunto a los Royal Engineers para la supervisión el suministro de petróleo para el 8.º Ejército británico en el norte de África. Es una vida cómoda, hasta que un coronel de modos mercenarios (Nigel Green) recibe la orden de colocar a un oficial a la cabeza de una de sus unidades para dirigir una peligrosa misión que tendrá como objetivo destruir un depósito de combustible del Afrika Korps, 600 kilómetros más allá de las líneas enemigas.
Douglas, experto en oleoductos e instalaciones petroleras, se convierte en el elegido pese a protestar alegando que él es sólo un contrastista que trabaja por un honorario. Sus ruegos no obstante son desoídos, puesto que al portar uniforme de oficial del ejército británico, debe cumplir las órdenes de sus superiores. Así, Douglas parte en lo que en un primer momento parece una aventura fantástica cuando es llevado al Café Senussi, donde Douglas conocerá a Cyril Leech. Leech, un delincuente condenado a prisión y fugado con la ayuda del coronel Masters para dirigir una unidad de sabotajes, conduce a Douglass al despacho de Masters. Al día siguiente, tras ser informados sobre la misión y uniformados como soldados italianos, Douglass y el reticente Leech parten a la cabeza de la unidad en dirección al desierto haciéndose pasar por una patrulla del ejército italiano. La unidad está formada por delincuentes condenados que han sido liberados para trabajar a las órdenes de Masters: Kafkarides, traficante de drigas griego, Sadok, un terrorista tunecino, Boudesh, un violador, el contrabandista turco Kostas Manou y Hassan y Assine, dos homosexuales de la etnia senussi.
Las cosas empiezan a torcerse para Douglas: Leech no acata sus órdenes. Sólo el viaje y sus vicisitudes entre los árabes, los soldados alemanes y en un engañoso oasis que los delincuentes comenzarán a aceptar a Douglas. Aunque los hombres sólo siguen a Douglas si Leech decide también seguirlo, finalmente se dan cuenta de que su misión será para nada, cuando se enteran de que Blore y Masters los han traicionado y sólo Douglas y Leech quedan con vida. Leech revela entonces a Douglas que éste sigue vivo sólo porque Masters le pagará 2000 libras si lo devuelve con vida.
Habiendo fracaado la misión y capturada la ciudad y el depósito de combustible por el 8.º Ejército de Montgomery, Douglas y Leech, disfrazados ahora de alemanes, deciden rendirse ante los británicos, pero un soldado de gatillo fácil les disparará antes de que puedan hablar. El infame final de la película es indicativo del punto de vista cínico y antibélico de la película.